# Biancolilla
La cultivar di olivo Biancolilla è una delle più antiche in uso in Sicilia occidentale; è caratterizzata da elevata produttività, notevole rusticità.

## Descrizione

### Generalità
Deve il suo nome al fatto che la drupa passa dal colorito chiaro dello stato acerbo (verde pisello) a quello più vivace (rosso vinoso) della maturità.
È una pianta a elevata vigoria. Un aspetto molto importante della sua biologia è che si tratta di una varietà autofertile, e per questo viene spesso consociata ad altre cultivar autosterili per l'impollinazione incrociata, come la Nocellara del Belice. 

Presenta una chioma espansa, e rametti a frutto flessibili, penduli, a internodi lunghi.
Le sono buoni impollinatori Zaituna, Nocellara Messinese, Moresca, Tonda iblea, Morghetana, Nocellara Etnea e Ogliarola Messinese.

### Fiori e frutti
Il periodo di fioritura è intermedio (inizio maggio) e l'infiorescenza è corta e con 15-20 mignole. 
Le drupe, che spesso maturano in grappolini di 3-4, hanno apice conico, e sono caratterizzate da una colorazione molto chiara anche dopo l'invaiatura, tanto che a maturità non diventano scure quanto quelle delle altre cultivar, ma diventano al più di un colorito rosso vinoso.

### Produzione e olio
La produttività è abbastanza alternante e la resa in olio è intorno al 16-18% del peso del raccolto.
L'olio che ne deriva è equilibrato, abbastanza fluido, di colore verde chiaro subito dopo la molitura e giallo paglierino dopo un paio di mesi di decantazione. Questo è fruttato leggero lievemente piccante, e talvolta con sentori di pomodoro, carciofo, mandorla ed erba fresca.

## Areale
Viene coltivata principalmente nelle province di Messina, Palermo, Agrigento, Catania, Siracusa e Ragusa.